# Abelardo Merino Álvarez
Abelardo Merino Álvarez (Castro Urdiales, 4 de marzo de 1878-Madrid, 5 de febrero de 1939) fue un historiador y militar español, académico de la Real Academia de la Historia. Abelardo Merino, junto a Salvador García Dacarrete y Antonio Blázquez y Delgado-Aguilera, son tres referentes de la intelectualidad local de Ávila de origen militar.

## Biografía
En 1898 ingresó en la Academia Militar de Ávila, donde se graduó como oficial y sería profesor. También se licenció en derecho, pero se especializó en geografía e historia. En 1911 fue ascendido a oficial primero del Cuerpo de Intervención Militar, en 1916 como comisario de guerra de segunda clase y en 1924 a comisario de guerra de primera clase. A raíz de la proclamación de la Segunda República Española aprovechó la aprobación de los decretos del 25 y 29 de abril de 1931 para retirarse del Ejército español.
Desde muy joven publicó trabajos sobre geografía, y recibió el premio de la Real Sociedad Geográfica de España por un estudio sobre Marruecos y de la Real Academia de la Historia sobre Murcia. Fue reconocido como miembro de la American Geographical Society, de la Sociedad Húngara de Geografía, de la Sociedad Italiana Dante Alighieri y del Instituto Colonial Internacional de Bruselas, a causa de un trabajo dedicado a la Sociedad de Naciones. El 19 de junio de 1925 fue escogido como académico numerario de la Real Academia de la Historia para ocupar la medalla de Antonio Vives Escudero y tomó posesión el 11 de abril de 1926.
Durante la Segunda República Española vivió apartado de las actividades públicas. La guerra civil española le sorprendió en Madrid, donde murió en su propia casa poco antes de finalizar el conflicto debido a las penurias sufridas.

## Obras
- Nociones de Topografía,  Madrid, Patronato de Huérfanos de Administración Militar, 1910;
- Marruecos, Madrid, Imprenta de Huérfanos de los Cuerpos de Intendencia e Intervención Militares, 1910
- Geografía Económica […], Madrid, Imprenta del Cuerpo de Intendencia Militar, 1913;
- Geografía histórica de la actual provincia de Murcia desde la Reconquista por D. Jaime I de Aragón hasta la época presente, Madrid, Imprenta del Patronato de Huérfanos de Intendencia e Intervención Militares, 1915;
- El regionalismo peninsular y la Geografía histórica […], Madrid, Imprenta del Patronato de Huérfanos de Intendencia e Intervención Militares, 1916;
- La Península española y el regionalismo […], Madrid, Imprenta del Patronato de Huérfanos de Intendencia e Intervención Militares, 1917;
- […] El regionalismo peninsular, la Antropología y la Etnografía, Madrid, Imprenta del Patronato de Huérfanos de Intendencia e Intervención Militares, 1918;
- La Sociedad de Naciones. Antecedentes históricos […], Madrid, Imprenta del Patronato de Huérfanos de Intendencia e Intervención Militares, 1919;
- Contra el principio de las nacionalidades, Madrid, Imprenta del Patronato de Huérfanos de Intendencia e Intervención Militares, 1920;
- El descubrimiento del Nuevo Mundo y sus consecuencias, Madrid, Imprenta del Patronato de Huérfanos de Intendencia e Intervención Militares, 1922;
- El problema de la patria de Colón, Madrid, Imprenta del Patronato de Huérfanos de Intendencia e Intervención Militares, 1922;
- La primera circunnavegación del globo, s. l., ¿1922?;
- Colón: la leyenda de su vida en la historia y en el arte, Madrid, Publicaciones de la Real Sociedad Geográfica, 1923;
- Juan Sebastián Elcano. Estudios históricos […], Madrid, Imprenta del Patronato de Intendencia e Intervención Militares, 1923;
- La geografía de Camoens, Madrid, Imprenta del Patronato de Intendencia e Intervención Militares, 1925;
- La sociedad abulense durante el siglo xvi. La Nobleza. Discurso leído ante la Real Academia de la Historia en la recepción pública del Señor D. ~ el 11 de abril de 1926, Madrid, Imprenta del Patronato de Huérfanos de Intendencia e Intervención Militares, 1926;
- Apuntes sobre la bibliografía de los siglos xvi y xvii referentes a la Geografía histórica del reino de Murcia, Madrid, Tipografía de Archivos, 1932;
- El cardenal Mendoza […], Barcelona, Labor, 1942; Publicaciones de la Real Sociedad Geográfica.
- Definición de la Geografía. Cuestiones referentes a la Metodología y a la Didáctica de la Geografía, s. l., Real Sociedad Geográfica,